# Анне (коммуна)
Анне (фр. Annay) — коммуна во Франции, регион О-де-Франс, департамент Па-де-Кале, округ Ланс, кантон Ланс. Пригород Ланса, расположен в 5 км к северо-востоку от центра города и в 4 км от автомагистрали А21 "Рокад Миньер", на берегу канала Дёль.
Население (2018) — 4 377 человек.

## Достопримечательности
- Оригинальная церковь Святого Эме, построенная в 1958 году
- Военный мемориал

## Экономика
Структура занятости населения:
- сельское хозяйство — 2,3 %
- промышленность — 2,3 %
- строительство — 18,1 %
- торговля, транспорт и сфера услуг — 38,5 %
- государственные и муниципальные службы — 38,9 %

Уровень безработицы (2017) — 14,1 % (Франция в целом — 13,4 %, департамент Па-де-Кале — 17,2 %). 

Среднегодовой доход на 1 человека, евро (2017) — 19 090 (Франция в целом — 21 110, департамент Па-де-Кале — 18 610).

## Демография
Динамика численности населения, чел.

## Администрация
Пост мэра Анне с 2014 года занимает коммунист Ив Терла (Yves Terlat). На муниципальных выборах 2020 года возглавляемый им левый список победил во 2-м туре, получив 54,15 % голосов.
| Период | Период | Фамилия           | Партия                  | Примечания               |
| ------ | ------ | ----------------- | ----------------------- | ------------------------ |
| 1977   | 2001   | Этьен Жанкен      | Коммунистическая партия |                          |
| 2001   | 2014   | Мишель Сан Висант | Социалистическая партия | сенатор                  |
| 2014   |        | Ив Терла          | Коммунистическая партия | государственный служащий |

## Ссылки

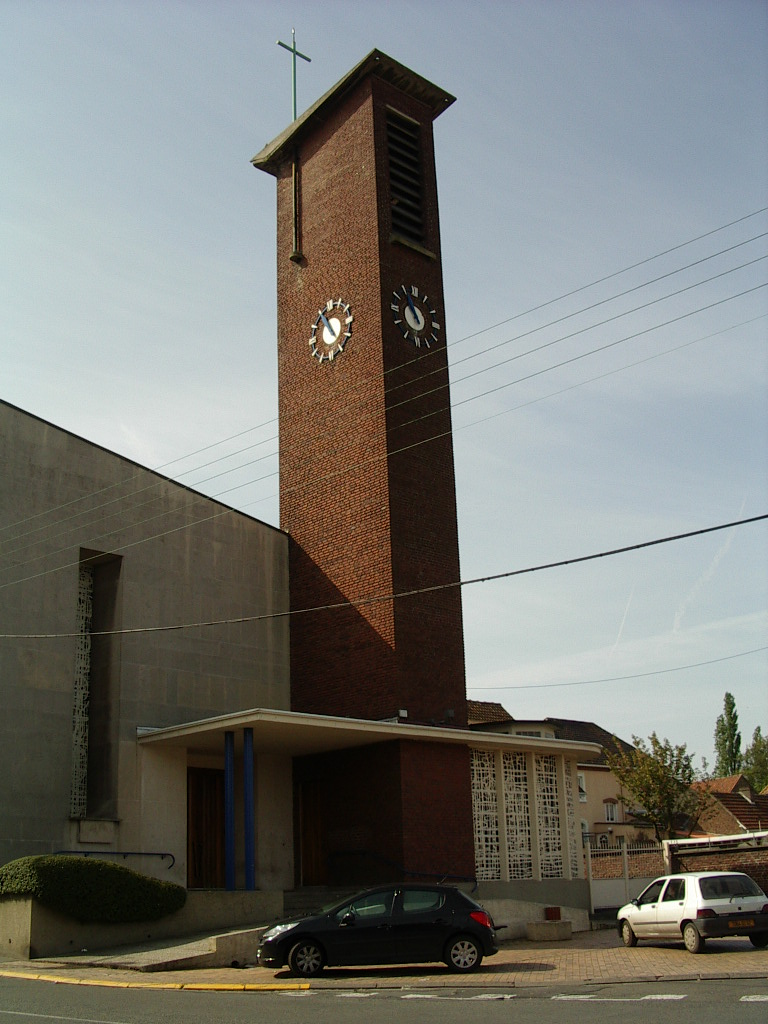
Церковь Святого Эме